# 鹿児島県立吹上高等学校
鹿児島県立吹上高等学校（かごしまけんりつ ふきあげこうとうがっこう）は、鹿児島県日置市吹上町今田にある県立高等学校。

## 沿革
- 1924年（大正13年）12月8日 -  鹿児島県立伊作高等女学校設立認可。
- 1925年（大正14年）4月13日 - 鹿児島県立伊作高等女学校開校。
- 1946年（昭和21年）4月1日 - 第一部4年制を5年制に、第二部2年制を3年制に改制。
- 1948年（昭和23年）
  - 4月1日 - 学制改革により鹿児島県立伊作高等学校と改称、町立定時制伊作高等学校を併設。全日制普通科及び定時制農業科・普通科・家庭科募集。
  - 6月16日 - 男女共学実施により、伊集院・川辺・加世田各高等学校より男子転入。
- 1950年（昭和25年）4月1日 - 商業科を新設、併設定時制と共に県立に移管。
- 1955年（昭和30年）4月1日 - 定時制農業科・普通科の募集停止。
- 1956年（昭和31年）9月1日 - 鹿児島県立吹上高等学校に改称。
- 1962年（昭和37年）4月1日 - 定時制家庭科の募集停止、電気科を新設。
- 1963年（昭和38年）4月1日 - 全日制普通科の募集停止、機械科・化学工学科を新設。
- 1975年（昭和50年）4月1日 - 化学工学科の募集停止。
- 1992年（平成4年）4月1日 - 機械科・商業科の募集停止、電子機械科・情報処理科を新設。

## 設置学科
- 電気科
- 電子機械科
- 情報処理科